# 직업소명설
직업소명설은 모든 직업이 하나님의 거룩한 부름에 의한 거룩한 직업이라는 장 칼뱅의 직업윤리를 말한다. 목사나 사제 등의 성직만 거룩한 게 아니라, 일반직업도 하나님께서 허락하신 거룩한 일이라는 것이 직업소명설의 핵심이다. 주로 상공업자들에게 지지를 받았다.